# Yórgos Manthátis
Yeóryios « Yórgos » Manthátis (grec moderne : Γεώργιος «Γιώργος» Μανθάτης) est un footballeur grec né le 11 mai 1997 à Sofia. Il évolue au poste de milieu de terrain à Paniónios, en prêt de l'Olympiakos.

## Biographie

### En club
Le 15 décembre 2016, il marque son premier but avec l'Olympiakos, en tour préliminaire de la Coupe de Grèce contre le Sparti FC. Trois jours plus tard, il joue son premier match en championnat contre le Panetolikós FC. Le 21 janvier 2017, il marque son premier but en championnat contre Xanthi. 
Le 31 août 2017, il est prêté au PAS Giannina. Par la suite, le 22 août 2018, il est prêté à Paniónios. 

### En sélection
Avec les moins de 17 ans, il inscrit un doublé contre la Norvège en mars 2014. Cette rencontre gagnée sur le score de 0-3 rentre dans le cadre des éliminatoires du championnat d'Europe des moins de 17 ans 2014.
Avec les moins de 18 ans, il inscrit un but lors d'un match amical contre la Finlande en avril 2015 (victoire 4-0).
Avec les moins de 19 ans, il inscrit un nouveau but lors d'un match amical contre la Russie en octobre 2015 (score : 1-1). Il est également à deux reprises capitaine de la sélection, contre la Moldavie et l'Espagne, à l'occasion des éliminatoires du championnat d'Europe des moins de 19 ans 2016.
Avec les espoirs, il marque trois buts : contre la Moldavie en 2017, puis contre la Croatie et la Tchéquie en 2018. Ces rencontres rentrent dans le cadre des éliminatoires de l'Euro espoirs 2019.